# Sabine Schulze (Kunsthistorikerin)

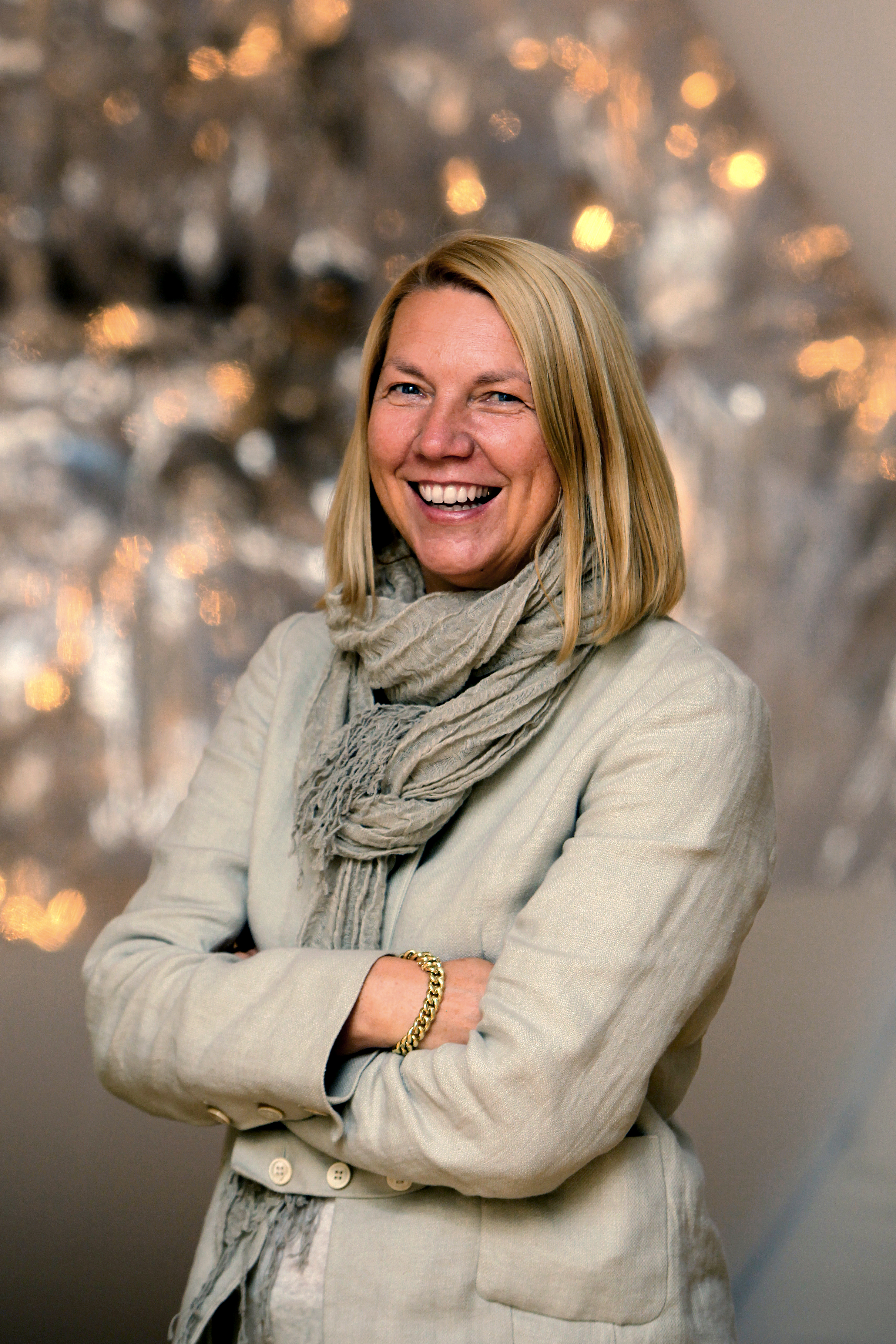
Sabine Schulze (2010)

Sabine Schulze (* 1954 in Frankfurt am Main) ist eine deutsche Kunsthistorikerin. Sie war von 2008 bis 2018 Direktorin des Museums für Kunst und Gewerbe Hamburg.

## Leben
Schulze studierte Kunstgeschichte, Archäologie und Germanistik an der Universität München und wurde 1984 mit dem Thema Bildprogramme in deutschen Kunstmuseen des 19. Jahrhunderts promoviert.
Zu Beginn ihrer beruflichen Laufbahn hat Sabine Schulze am Zentrum Design der Neuen Sammlung in München gearbeitet, später in der Frankfurter Skulpturensammlung Liebieghaus. Von 1989 bis 1996 war sie Kustodin an der Schirn Kunsthalle in Frankfurt – die letzten beiden Jahre als Mitglied der Geschäftsführung. Von 1996 bis Mai 2008 war sie in Frankfurt am Städel Museum tätig und hat dort als Leiterin der Gemälde- und Skulpturensammlung für das 19.–21. Jahrhundert Ausstellungsprojekte, z. B. Gärten: Ordnung – Inspiration – Glück oder Nackt! Frauenansichten. Malerabsichten. Aufbruch zur Moderne verwirklicht und Ankäufe für die Sammlung getätigt. 
Ab Juni 2008 führte Sabine Schulze als Direktorin das Museum für Kunst und Gewerbe Hamburg (MKG). Ihre zweite Amtszeit endete am 31. Mai 2018. Ein Angebot zur Fortführung der Direktion für eine weitere Amtszeit schlug Schulze aus, jedoch verlängerte sie ihren Vertrag bis zum 30. November 2018, um einen guten Übergang auf ihre Nachfolgerin zu gewährleisten.
Aus einer Sanierungsbaumaßnahme heraus, wurden unter ihrer Leitung tragende Sammlungsbereiche des MKG inhaltlich überarbeitet und sukzessive neu eingerichtet. Im Februar 2012 wurde die Sammlung Moderne wiedereröffnet, es folgten im August 2012 die Sammlungen Antike und Renaissance. 2012 wurde außerdem die Design-Sammlung des Museums gemeinsam mit zwei neuen Period-Rooms, der Kantine des Magazins Der Spiegel und dem HFBK-Arbeitszimmer von Dieter Rams eröffnet. 2013 wurde die Abteilung Christentum im Mittelalter neu eingerichtet. Die von Sabine Schulze geleitete Phase der Sammlungsneukonzeptionen wurde 2015 mit den Eröffnungen der Bereiche Islamische Kunst und Jugendstil abgeschlossen.
Zum 1. August 2018 wurde Schulze in die Beratende Kommission im Zusammenhang mit der Rückgabe NS-verfolgungsbedingt entzogenen Kulturguts, insbesondere aus jüdischem Besitz („Limbach-Kommission“) berufen.

## Veröffentlichungen (Auswahl)
- Bildprogramme in deutschen Kunstmuseen des 19. Jahrhunderts. Lang, Frankfurt am Main, 1984, ISBN 3-8204-8074-9

### Herausgeberin
- Zoran Music. Schirn-Kunsthalle, Frankfurt am Main, 1997, ISBN 3-7757-0693-3
- Sehnsucht nach Glück. Wiens Aufbruch in die Moderne. Klimt, Kokoschka, Schiele. Schirn-Kunsthalle, Frankfurt am Main, 1995, ISBN 3-7757-0584-8
- Goethe und die Kunst. Hatje Cantz, Stuttgart, 1994, ISBN 3-7757-0501-5
- Innenleben. Die Kunst des Interieurs. Städel Museum, Frankfurt am Main, 1998, ISBN 3-7757-0792-1
- Ilya Kabakov stellt vor: Leben und Werk von Charles Rosenthal (1898–1933). Städel Museum, Frankfurt am Main, 2000, ISBN 3-87877-780-9
- Gärten: Ordnung, Inspiration, Glück. Städel Museum, Frankfurt am Main, 2006, ISBN 978-3-7757-1870-7
- William Kentridge. What will come (has already come). Städel Museum, Frankfurt am Main, 2007, ISBN 978-3-87877-986-5
- Body and Soul. Menschenbilder aus vier Jahrtausenden. Museum für Kunst und Gewerbe Hamburg, Hamburg, 2010, ISBN 978-3-923859-75-7
- Raubkunst? Provenienzforschung zu den Sammlungen des MKG. Silke Reuther, Museum für Kunst und Gewerbe Hamburg, Hamburg 2014, ISBN 978-3-923859-81-8
- Objekte erzählen Geschichte. Die Sammlung des Museums für Kunst Und Gewerbe Hamburg, Hrsg. von Sabine Schulze, Silke Oldenburg, Manuela van Rossem, Hatje Cantz Verlag, 2014, ISBN  978-3-7757-3702-9
- Jugendstil. Die große Utopie. Claudia Banz und Leonie Beiersdorf, Museum für Kunst und Gewerbe Hamburg, Hamburg, 2015, ISBN 978-3-923859-84-9
- ReVision. Fotografie im MKG. Esther Ruelfs, Museum für Kunst und Gewerbe Hamburg, Hamburg, 2016, ISBN 978-3-95829-298-7